# 茶山坳站
茶山坳站是一个京广线上的铁路车站，位于湖南省衡阳市茶山坳镇，建于1934年，目前为四等站，邮政编码为421006。目前客运：办理旅客乘降；行李、包裹托运；货运：办理整车、零担货物发到；办理整车货物承运前保管。
车站设有4条到发线、1条正线（京广下行线）。